# اونو (ترانه)
«اونو» (به انگلیسی: Uno) تک‌آهنگی از میوز است که در سال ۱۹۹۹ میلادی منتشر شد. این تک‌آهنگ در آلبوم شوبیز (آلبوم) قرار داشت.